# The Heart of John Barlow
The Heart of John Barlow è un cortometraggio muto del 1911 diretto da Francis Boggs.

## Produzione
Il film fu prodotto dalla Selig Polyscope Company.

## Distribuzione
Distribuito dalla General Film Company, il film - un cortometraggio in una bobina - uscì nelle sale cinematografiche statunitensi l'8 settembre 1911.